# Chicago Sockers
I Chicago Sockers erano una società calcistica statunitense. I Sockers giocavano gli incontri casalinghi all'Olympic Park di Schaumburg, un sobborgo di Chicago (Illinois).

## Storia
Fondato nel 1995, questo club ha militato fino al 1998 in categorie equivalenti all'attuale USL Second Division, per poi passare alla Premier Development League (PDL) per le stagioni 1999 e 2000. Il 2000 è anche stato l'ultimo anno di vita del club.
Prima del passaggio nella PDL, i Sockers erano noti come Chicago Stingers.
Questa squadra ha vinto tre campionati nazionali consecutivi (1998, 1999, 2000) e nel 1995 è giunta fino alle semifinali della US Open Cup.

## Il presente
Oggi i Chicago Sockers sono una società calcistica giovanile con sede a Palatine (Illinois). I Sockers militano nella Northern Illinois Soccer League (NISL) e nella Midwest Regional League, alcuni dei loro membri si sono poi uniti a squadre professionistiche; fra questi si ricordano Jonathan Spector, Michael Sheehan Bradley, Jay DeMerit e Bryan Namoff.

## Risultati anno per anno
| Anno | Divisione | League               | Reg. Season      | Playoff                 | Open Cup         |
| ---- | --------- | -------------------- | ---------------- | ----------------------- | ---------------- |
| 1995 | 3         | USISL Pro League     | 2° Midwest East  | Semifinale di Divisione | Semifinale       |
| 1996 | 3         | USISL Select League  | 5° Central       | Non qualificato         | Non qualificato  |
| 1997 | 3         | USISL D-3 Pro League | 1° North Central | Finale di Divisione     | Quarti di finale |
| 1998 | 3         | USISL D-3 Pro League | 2° North Central | Campione                | 3º turno         |
| 1999 | "4"       | USL PDL              | 2° Great Lakes   | Campione                | Non qualificato  |
| 2000 | "4"       | USL PDL              | 1° Heartland     | Campione                | 3º turno         |

## Palmarès

### Competizioni nazionali
- 1 D-3 Pro League (1998)
- 2 PDL (1999, 2000)

### Altri piazzamenti
- U.S. Open Cup:

Semifinalista: 1995